# Stasera Gianni Morandi
Stasera Gianni Morandi è stato un evento musicale televisivo di Gianni Morandi svoltosi al 105 Stadium di Rimini domenica 5 dicembre 2004 e andato in onda in diretta su Canale 5 in prima serata, dalle ore 20:45.

## Ospiti
Tra gli ospiti, Paola Cortellesi, Enzo Iacchetti, Dario Ballantini, Linus, Barbara Cola, Marco Morandi e Adriano Celentano, che intervenne telefonicamente durante la diretta.

## Ascolti TV
Lo show conquistò 6.502.000 telespettatori (28,62% di share). 

## Sigla del promo
- Solo chi si ama veramente (dall'album del 2004 A chi si ama veramente).